# Macusani
Macusani é uma cidade do Peru, situada na região de  Puno. Capital da província de  Carabaya, sua população em 2017 foi estimada em 10.408 habitantes.